# Bleek purperuiltje
Het bleek purperuiltje (Eublemma ostrina) is een vlinder uit de familie van de spinneruilen (Erebidae). De wetenschappelijke naam van deze soort is voor het eerst voorgesteld als Noctua ostrina door Jacob Hübner in een publicatie uit 1808.

## Beschrijving
De voorvleugellengte bedraagt tussen de 8 en 9 millimeter. De grondkleur van de voorvleugels is wittig, met op vanaf het midden tot het uiteinde van de vleugel een paarse tot grijsbruine tekening die zeer variabel is.

## Levenscyclus
Het bleek purperuiltje gebruikt distels en Helichrysum als waardplanten. De rups is te vinden van juli tot september, de volwassen vlinder van maart tot november.

## Voorkomen
De soort komt voor als standvlinder van de Canarische Eilanden via Zuid-Europa en Noord-Afrika tot in Afghanistan. Meer noordelijk is het een zeldzame trekvlinder. In Nederland is de soort niet recent waargenomen, wel in de twintigste eeuw. In 2015 werd hij voor het eerst in België waargenomen.

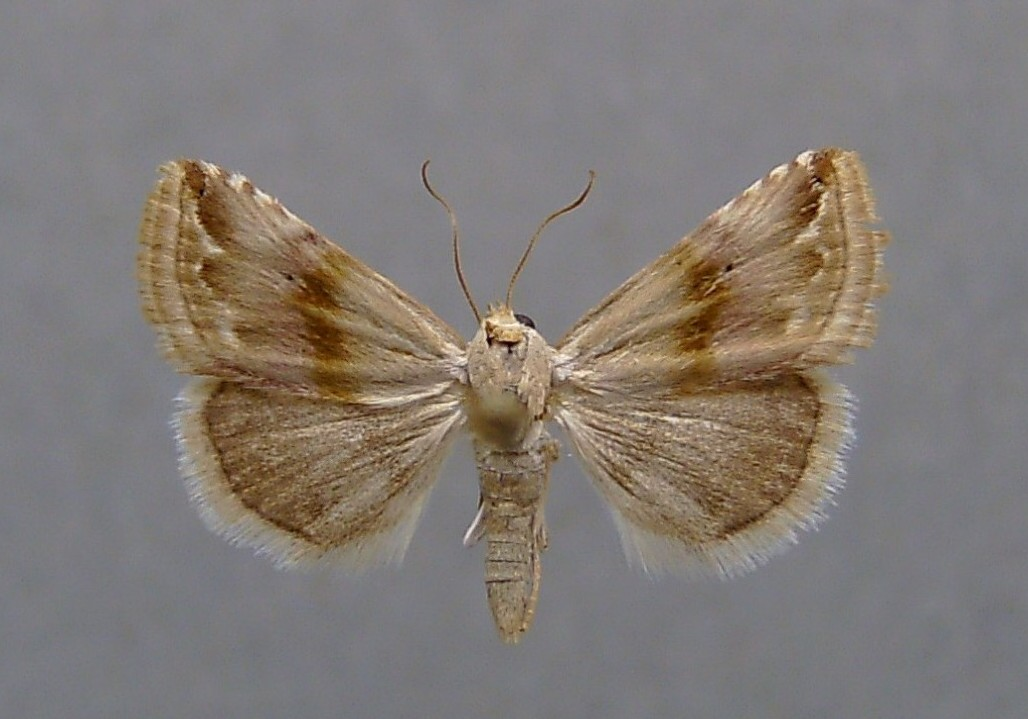